# Ichirō Aisawa

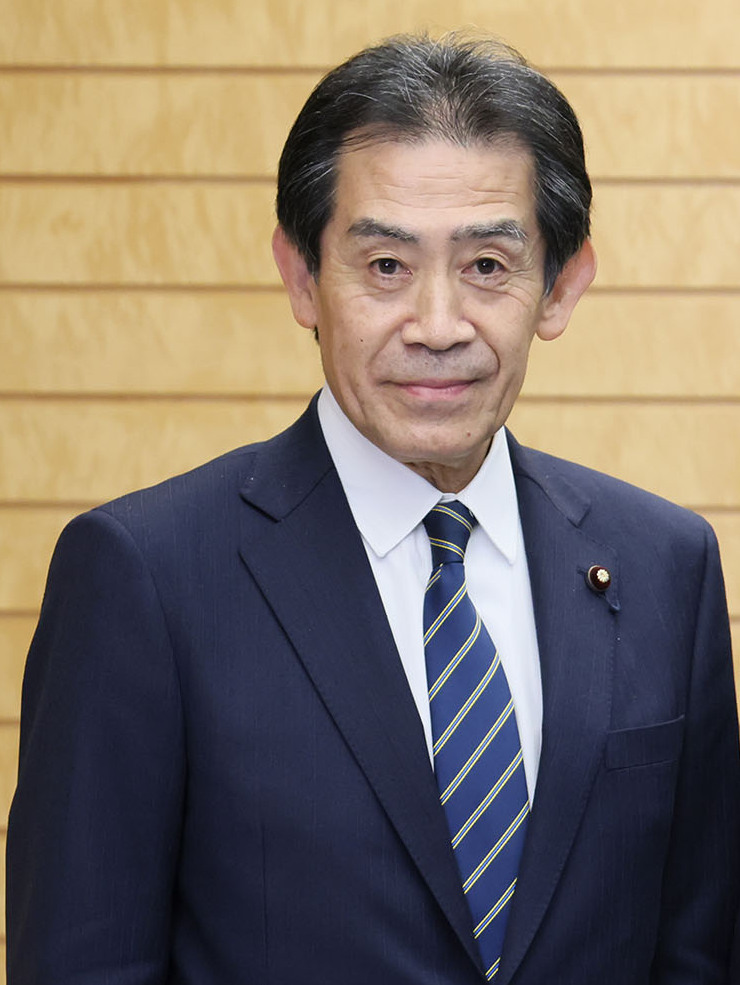
Ichirō Aisawa, 2023

Ichirō Aisawa (jap. 逢沢 一郎 Aisawa Ichirō; * 10. Juni 1954 in Mitsu (heute: Okayama), Präfektur Okayama) ist ein japanischer Politiker der Liberaldemokratischen Partei (darin zuletzt zur Tanigaki-Gruppe), Abgeordneter im Shūgiin, dem Unterhaus des nationalen Parlaments, für den 1. Wahlkreis seiner Heimatpräfektur.
Aisawa, Absolvent der Keiō-Universität und des Matsushita Seikei Juku (松下政経塾, engl. Matsushita Institute of Government and Management), wurde ein Jahr nach dem Ende seiner Studien bei der Shūgiin-Wahl 1986 im heimatlichen SNTV-Fünfmandatswahlkreis Okayama 1 erstmals ins Parlament gewählt. Er wurde danach bis einschließlich 2024 zwölfmal in Folge wiedergewählt, seit 1996 im neuen Einzelwahlkreis Okayama 1. 1992 war er parlamentarischer Staatssekretär (seimujikan) im MITI, 2003 Staatssekretär (fuku-daijin, „Vizeminister“) im Außenministerium. Im Shūgiin saß er von 2007 bis 2008 dem Haushaltsausschuss vor sowie unter anderem dem Geschäftsordnungsausschuss (giin un’ei iinkai, wörtl. „Parlamentsgeschäftsausschuss“; 2006–07 & 2013–14) und dem Generaldebatten-/Fragestundeausschuss („Ausschuss für Grundlagen der nationalen Politik“; 2014–16).
Unter dem LDP-Parteivorsitzenden Sadakazu Tanigaki (Koga-Faktion, später Tanigaki-Gruppe) löste Aisawa 2010 Jirō Kawasaki als Vorsitzender des Komitees für Parlamentsangelegenheiten (Kokkai taisaku iinkai) ab. 2011 übernahm das Amt Fumio Kishida (Koga-Faktion).